# Thaddeus Young
Thaddeus Charles Young sr. (New Orleans, 21 giugno 1988) è un cestista statunitense, professionista nella NBA.

## Carriera

### High school
Durante il suo tempo trascorso all'Istituto Mitchell, si impone come uno dei migliori cestisti di high school del paese. Viene eletto nel miglior quintetto dello Stato in tre occasioni, nella seconda squadra All-American, "Mr. Basketball" nel 2005, giocatore dell'anno del Tennessee nel 2006 e disputa il McDonald's All-American Game. Nell'anno da senior raccoglie 27 punti, 14 rimbalzi, 4 assist, 4,3 rubate e 3,6 stoppate per partita.

### College
Young gioca un solo anno all'Università di Georgia Tech, collezionando 14,4 punti, 5 rimbalzi, 2,2 assist, 47,8% al tiro dal campo e 42% da tre in 31 partite disputate, tutte in quintetto base. Nel torneo NCAA la squadra di Georgia Tech - gli "Yellow jackets" - viene eliminata dagli UNLV Rebels per 67-63 dopo che i Jackets avevano collezionato 20 vittorie e 10 sconfitte durante il resto della stagione. Nei cinque incontri del torneo NCAA colleziona 19,4 punti e 5 rimbalzi di media a partita.

### NBA
Viene scelto dai Philadelphia 76ers alla 12ª posizione del Draft NBA 2007. Termina la stagione regolare con 8,2 punti di media, che divengono 10,2 nei play-off. Dopo 7 anni ai 76ers, viene scambiato ai Minnesota Timberwolves. Sceglie il numero 33.
Il 19 febbraio 2015 viene ceduto ai Brooklyn Nets in cambio di Kevin Garnett.
Il 23 giugno 2016 viene ceduto agli Indiana Pacers in cambio della 20ª scelta del Draft NBA 2016 (ovvero Caris Levert).
Il 1º luglio 2019 firma con i Chicago Bulls.

## Statistiche
| * | Primo nella lega |

### NCAA
| Anno      | Squadra               | PG | PT | MP   | TC%  | 3P%  | TL%  | RP  | AP  | PRP | SP  | PP   |
| --------- | --------------------- | -- | -- | ---- | ---- | ---- | ---- | --- | --- | --- | --- | ---- |
| 2006-2007 | Georgia T. Yel. Jack. | 31 | 31 | 29,6 | 47,8 | 41,9 | 74,3 | 4,9 | 2,0 | 1,3 | 0,4 | 14,4 |
| Carriera  | Carriera              | 31 | 31 | 29,6 | 47,8 | 41,9 | 74,3 | 4,9 | 2,0 | 1,3 | 0,4 | 14,4 |

#### Massimi in carriera
- Massimo di punti: 30 vs Wake Forest (8 marzo 2007)[1]
- Massimo di rimbalzi: 10 (4 volte)
- Massimo di assist: 6 (2 volte)
- Massimo di palle rubate: 3 (6 volte)
- Massimo di stoppate: 3 vs Jackson State (13 novembre 2006)
- Massimo di minuti giocati: 42 vs Wake Forest (8 marzo 2007)

### NBA

#### Regular Season
| Anno      | Squadra            | PG    | PT  | MP   | TC%  | 3P%  | TL%  | RP  | AP  | PRP | SP  | PP   |
| --------- | ------------------ | ----- | --- | ---- | ---- | ---- | ---- | --- | --- | --- | --- | ---- |
| 2007-2008 | Philadelphia 76ers | 74    | 22  | 21,0 | 53,9 | 31,6 | 73,8 | 4,2 | 0,8 | 1,0 | 0,1 | 8,2  |
| 2008-2009 | Philadelphia 76ers | 75    | 71  | 34,4 | 49,5 | 34,1 | 73,5 | 5,0 | 1,1 | 1,3 | 0,3 | 15,3 |
| 2009-2010 | Philadelphia 76ers | 67    | 45  | 32,0 | 47,0 | 34,8 | 69,1 | 5,2 | 1,4 | 1,2 | 0,2 | 13,8 |
| 2010-2011 | Philadelphia 76ers | 82    | 1   | 26,0 | 54,1 | 27,3 | 70,7 | 5,3 | 1,0 | 1,1 | 0,3 | 12,7 |
| 2011-2012 | Philadelphia 76ers | 63    | 1   | 27,9 | 50,7 | 25,0 | 77,1 | 5,2 | 1,2 | 1,0 | 0,7 | 12,8 |
| 2012-2013 | Philadelphia 76ers | 76    | 76  | 34,6 | 53,1 | 12,5 | 57,4 | 7,5 | 1,6 | 1,8 | 0,7 | 14,8 |
| 2013-2014 | Philadelphia 76ers | 79    | 78  | 34,4 | 45,4 | 30,8 | 71,2 | 6,0 | 2,3 | 2,1 | 0,5 | 17,9 |
| 2014-2015 | Minnesota T'wolves | 48    | 48  | 33,4 | 45,1 | 29,2 | 68,2 | 5,1 | 2,8 | 1,8 | 0,4 | 14,3 |
| 2014-2015 | Brooklyn Nets      | 28    | 20  | 29,6 | 49,5 | 38,0 | 60,6 | 5,9 | 1,4 | 1,4 | 0,3 | 13,8 |
| 2015-2016 | Brooklyn Nets      | 73    | 73  | 33,0 | 51,4 | 23,3 | 64,4 | 9,0 | 1,8 | 1,5 | 0,5 | 15,1 |
| 2016-2017 | Indiana Pacers     | 74    | 74  | 30,2 | 52,7 | 38,1 | 52,3 | 6,1 | 1,6 | 1,5 | 0,4 | 11,0 |
| 2017-2018 | Indiana Pacers     | 81    | 81  | 32,2 | 48,7 | 32,0 | 59,8 | 6,3 | 1,9 | 1,7 | 0,4 | 11,8 |
| 2018-2019 | Indiana Pacers     | 81    | 81  | 30,7 | 52,7 | 34,9 | 64,4 | 6,5 | 2,5 | 1,5 | 0,4 | 12,6 |
| 2019-2020 | Chicago Bulls      | 64    | 16  | 24,9 | 44,8 | 35,6 | 58,3 | 4,9 | 1,8 | 1,4 | 0,4 | 10,3 |
| 2020-2021 | Chicago Bulls      | 68    | 23  | 24,3 | 55,9 | 26,7 | 62,8 | 6,2 | 4,3 | 1,1 | 0,6 | 12,1 |
| 2021-2022 | San Antonio Spurs  | 26    | 1   | 14,2 | 57,8 | 0,0  | 45,5 | 3,6 | 2,3 | 0,9 | 0,3 | 6,1  |
| 2021-2022 | Toronto Raptors    | 26    | 0   | 18,3 | 46,5 | 39,5 | 48,1 | 4,4 | 1,7 | 1,2 | 0,4 | 6,3  |
| 2022-2023 | Toronto Raptors    | 54    | 9   | 14,7 | 54,5 | 17,6 | 69,2 | 3,1 | 1,4 | 1,0 | 0,1 | 4,4  |
| 2023-2024 | Toronto Raptors    | 23    | 6   | 15,2 | 62,1 | 16,7 | 41,7 | 3,3 | 2,2 | 0,8 | 0,1 | 5,0  |
| 2023-2024 | Phoenix Suns       | 10    | 0   | 8,9  | 52,4 | 0,0  | 33,3 | 2,8 | 0,7 | 0,5 | 0,2 | 2,3  |
| Carriera  | Carriera           | 1.172 | 726 | 28,2 | 50,3 | 32,8 | 66,1 | 5,6 | 1,8 | 1,4 | 0,4 | 12,1 |

#### Play-off
| Anno     | Squadra            | PG | PT | MP   | TC%  | 3P%  | TL%  | RP  | AP  | PRP  | SP  | PP   |
| -------- | ------------------ | -- | -- | ---- | ---- | ---- | ---- | --- | --- | ---- | --- | ---- |
| 2008     | Philadelphia 76ers | 6  | 6  | 26,7 | 48,0 | 20,0 | 85,7 | 4,5 | 0,7 | 1,2  | 0,0 | 10,2 |
| 2009     | Philadelphia 76ers | 6  | 6  | 38,2 | 44,9 | 41,7 | 83,3 | 4,5 | 1,3 | 1,0  | 0,2 | 12,0 |
| 2011     | Philadelphia 76ers | 5  | 0  | 25,4 | 41,7 | 0,0  | 58,3 | 5,8 | 0,8 | 0,8  | 0,2 | 11,4 |
| 2012     | Philadelphia 76ers | 13 | 0  | 21,3 | 42,9 | -    | 71,0 | 5,2 | 1,2 | 0,5  | 0,5 | 7,7  |
| 2015     | Brooklyn Nets      | 6  | 6  | 31,7 | 43,9 | 0,0  | 41,7 | 7,2 | 2,7 | 0,8  | 0,2 | 10,5 |
| 2017     | Indiana Pacers     | 4  | 4  | 35,0 | 53,8 | 25,0 | 50,0 | 9,0 | 2,5 | 2,0  | 0,3 | 12,0 |
| 2018     | Indiana Pacers     | 7  | 7  | 33,9 | 60,0 | 28,6 | 38,5 | 7,7 | 1,4 | 1,7  | 0,9 | 11,3 |
| 2019     | Indiana Pacers     | 4  | 4  | 32,5 | 42,9 | 25,0 | 57,1 | 7,0 | 3,8 | 2,8* | 0,8 | 10,5 |
| 2022     | Toronto Raptors    | 6  | 0  | 14,5 | 50,0 | 14,3 | 25,0 | 3,0 | 1,7 | 0,8  | 0,2 | 3,3  |
| 2024     | Phoenix Suns       | 1  | 0  | 4,0  | -    | -    | -    | 0,0 | 0,0 | 0,0  | 0,0 | 0,0  |
| Carriera | Carriera           | 58 | 33 | 27,3 | 46,8 | 25,0 | 60,6 | 5,7 | 1,6 | 1,1  | 0,4 | 9,3  |

#### Massimi in carriera
- Massimo di punti: 32 vs Toronto Raptors (7 marzo 2010)[2]
- Massimo di rimbalzi: 16 (3 volte)
- Massimo di assist: 11 vs Portland Trail Blazers (30 gennaio 2021)
- Massimo di palle rubate: 8 vs Oklahoma City Thunder (25 gennaio 2014)
- Massimo di stoppate: 4 (5 volte)
- Massimo di minuti giocati: 53 vs Milwaukee Bucks (20 marzo 2015)

## Palmarès
- McDonald's All-American Game (2006)
- NBA All-Rookie Second Team (2008)
- NBA Hustle Award: 1

2021
- Trentacinquesimo miglior giocatore per palle rubate di sempre NBA